# ورقة 1 جنيه إسترليني البنك الملكي الاسكتلندي
ورقة 1 جنيه إسترليني البنك الملكي الاسكتلندي هي ورقة جنيه إسترليني نقدية. ورقة القطن الحالية أصدرت أول مرة في عام 1987 على الوجه صورة اللورد إيلي أحد مؤسسي البنك، وعلى الظهر قلعة إدنبرة.
ورقة 1 جنيه إسترليني حاليًا أصغر فئة من الأوراق النقدية الصادرة عن البنك الملكي الاسكتلندي. توقف البنك عن الإنتاج المنتظم لورقة 1 جنيه إسترليني في عام 2001؛ لا تزال العملة قانونية ومتداولة بالرغم من أنه نادرًا ما تستخدم في المعاملات النقدية منذ عام 2006 تقريبًا.

## التاريخ
بدأ البنك الملكي الاسكتلندي بإصدر ورقة 100 جنيه استرليني في عام 1727 وهو نفس العام الذي أسس فيه البنك. كانت الأوراق النقدية المبكرة أحادية اللون وتُطبع على جانب واحد فقط. نظم قانون الأوراق النقدية (اسكتلندا) لعام 1845 إصدار البنوك الاسكتلندية الأوراق النقدية حتى استبدل بقانون البنوك لعام 2009. الأوراق النقدية الاسكتلندية هي عملة قانونية مقبولة بشكل عام في جميع أنحاء المملكة المتحدة. وهي أصلية كما الأوراق النقدية التي يصدرها بنك إنجلترا.
بدأ البنك الملكي الاسكتلندي في عام 1727 بإصدار ورقة عشرين شلن (ما يعادل 1 جنيه إسترليني). كانت الأوراق النقدية المبكرة أحادية اللون، وتُطبع على جانب واحد فقط. حسنت طباعة ورقة 1 جنيه إسترليني البنك الملكي لعام 1826 وكانت أول ورقة نقدية بريطانية تطبع على كلا الجانبين. على وجه الورقة جورج الرابع ملك المملكة المتحدة، وكانت هذه آخر ورقة نقدية للبنك الملكي عليها صورة الحاكم. أصدرت أيضًا بعد الجدل الدائر حول قانون المصرفيين (اسكتلندا) لعام 1826، والذي حاولت فيه الحكومة البريطانية حظر إصدار الأوراق النقدية منخفضة القيمة. أصدر البنك الملكي الاسكتلندي في عام 1832وررقة 1 جنيه إسترليني التصميم. على وجهها شعار البنك وشعار جورج الأول ملك بريطانيا العظمى، احتفالًا بذكرى موافقته على الملكية لتأسيس البنك في عام 1727.
تغير تصميم ورقة 1 جنيه إسترليني للبنك الملكي في عام 1968 بشكل كبير. لأول مرة لم توضع على أوراق البنك الملكي صورة ملكية؛ وبدلاً من ذلك كان على وجهها صورة رجل الأعمال ديفيد ديل الذي كان أمين صندوق في أول مكتب للبنك في غلاسكو، وعلى الظهر المكتب الرئيسي للبنك في إدنبرة والمكتب الرئيسي في جلاسكو.
اندمج البنك التجاري الوطني الاسكتلندي مع البنك الملكي الاسكتلندي في عام 1969 وأصدرت سلسلة مؤقتة جديدة قصيرة العمر تجمع بين تصميمات الأوراق النقدية من المؤسستين. كانت هذه السلسلة هي أول سلسلة للبنك الملكي تتوافق مع اتفاقيات ألوان الأوراق النقدية في جميع أنحاء المملكة المتحدة، لون ورقة 1 جنيه إسترليني كان الأخضر. ظهر على الوجه شعار نبالة البنك الملكي الاسكتلندي، وعلى ظهرها جسر فورث رود.
أصدر البنك الملكي سلسلة إيلي للأوراق النقدية في عام 1987 سميت باسم اللورد إيلي أول محافظ للبنك، الذي تظهر صورته على وجه جميع فئات الأوراق النقدية. تشمل عناصر التصميم الأخرى شعار البنك وواجهة منزل دونداس ومقر البنك في إدنبرة، وسقف القاعة المصرفية بالمقر الرئيسيو والعلامة المائية صورة اللورد إيلي. على ظهر ورقة 1 جنيه إسترليني توجد صورة قلعة إدنبرة والمعرض الوطني الإسكتلندي.
نادرًا ما تُستخدم ورقة 1 جنيه إسترليني النقدية الآن. كان البنك الملكي أخر بنك يفي اسكتلندا يصدر ورقة 1 جنيه إسترليني وأوقف الإنتاج في عام 2001. أصدر البنك الملكي في عام 2015 سلسلة جديدة من الأوراق النقدية البوليمرية مكان سلسلة إيلي ولم يتضمن 1 جنيه إسترليني فيها.

## الإصدارات
| السلسلة     | تاريخ الإصدار | اللون | الحجم        | التصميم                                                  | معلومات إضافية |
| ----------- | ------------- | ----- | ------------ | -------------------------------------------------------- | -------------- |
| جورج الثاني | 1727          | أسود  |              | الملك جورج الثاني                                        | بقيمة 20 شلن   |
| جورج الرابع | 1826          | أسود  |              | الملك جورج الرابع                                        |                |
| جورج الأول  | 1832          | أسود  |              | الملك جورج الأول                                         |                |
| ديل         | 1968          | أخضر  |              | الوجه: ديفيد ديل. الظهر: منزل دونداس                     |                |
| مؤقت        | 1968          | أخضر  |              | الوجه: شعار نبالة البنك الملكي؛ الظهر: جسر الطريق الرابع |                |
| إيليل       | 1987          | أخضر  | 128 × 65 ملم | الوجه: اللورد إيلي؛ الظهر: قلعة ادنبرة                   |                |

المعلومات مأخوذة من موقع لجنة المصرفيين الاسكتلنديين.

عناصر تصميم ورقة 1 جنيه إسترليني
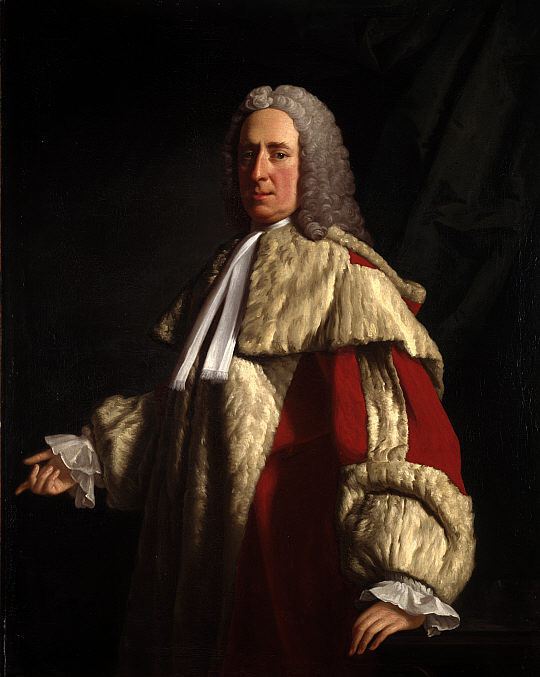
اللورد إيلاي للرسام آلان رامزي عام 1744.
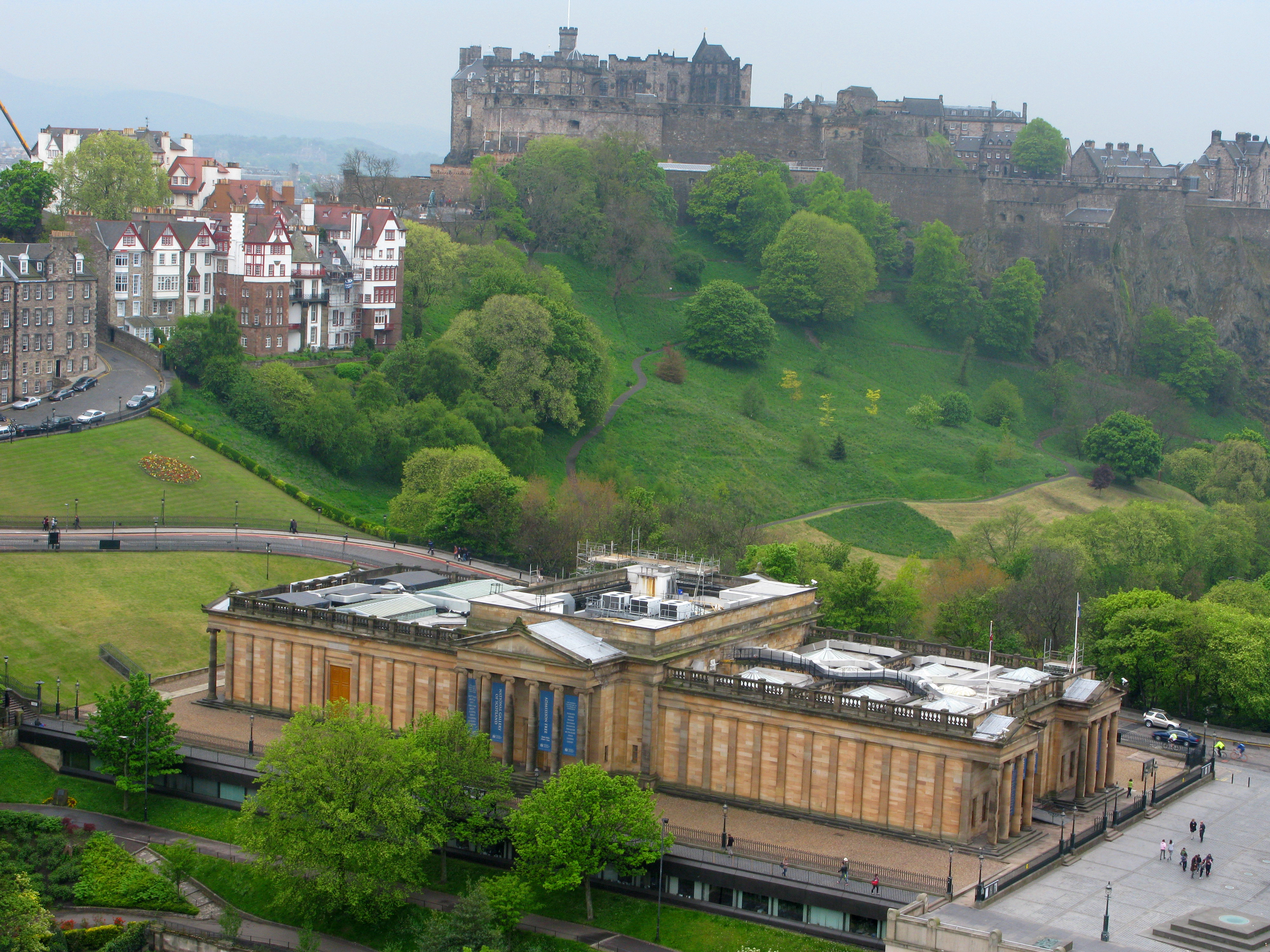
قلعة إدنبرة والمتحف الوطني
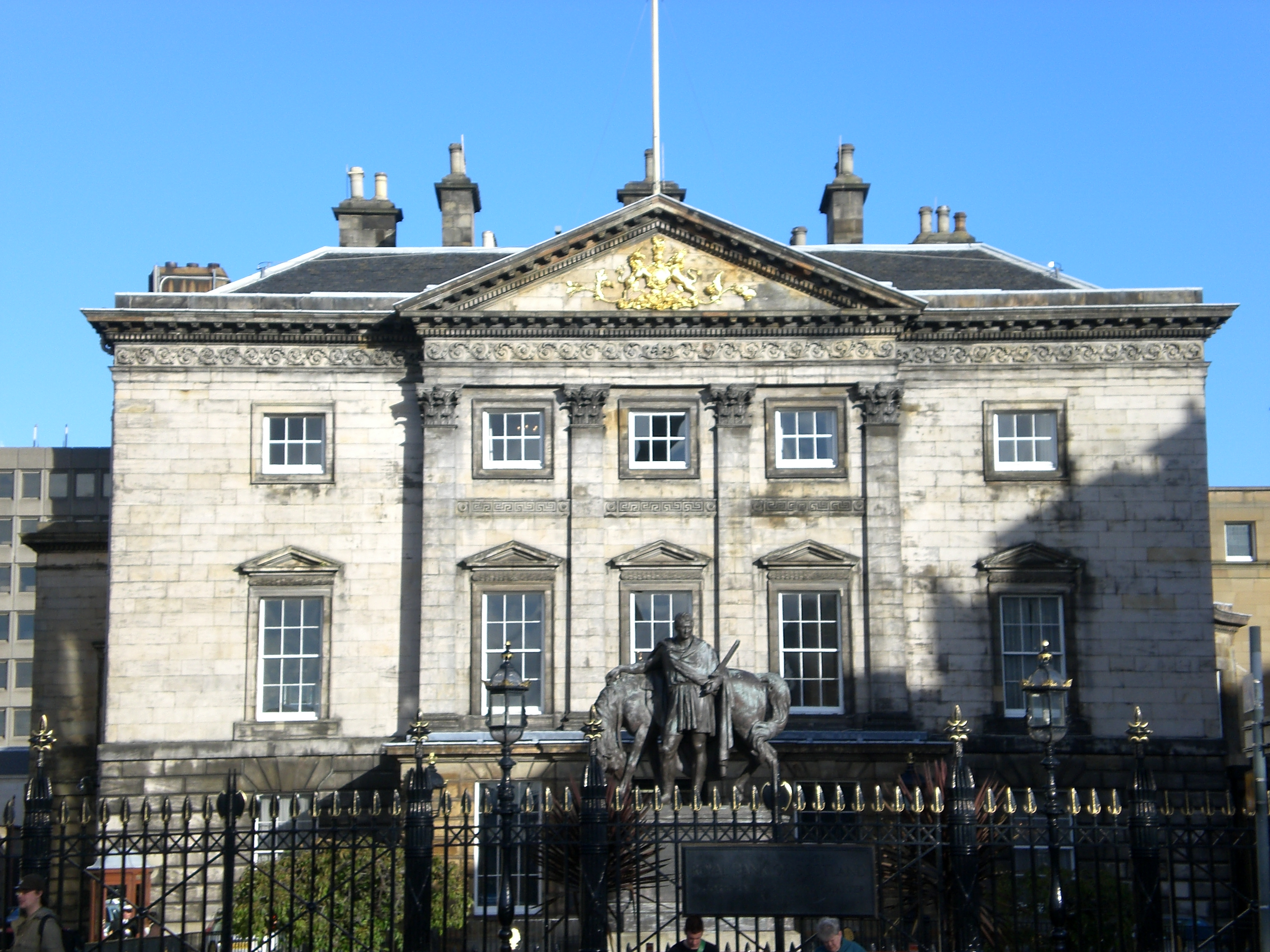
منزل دونداس، إدنبرة
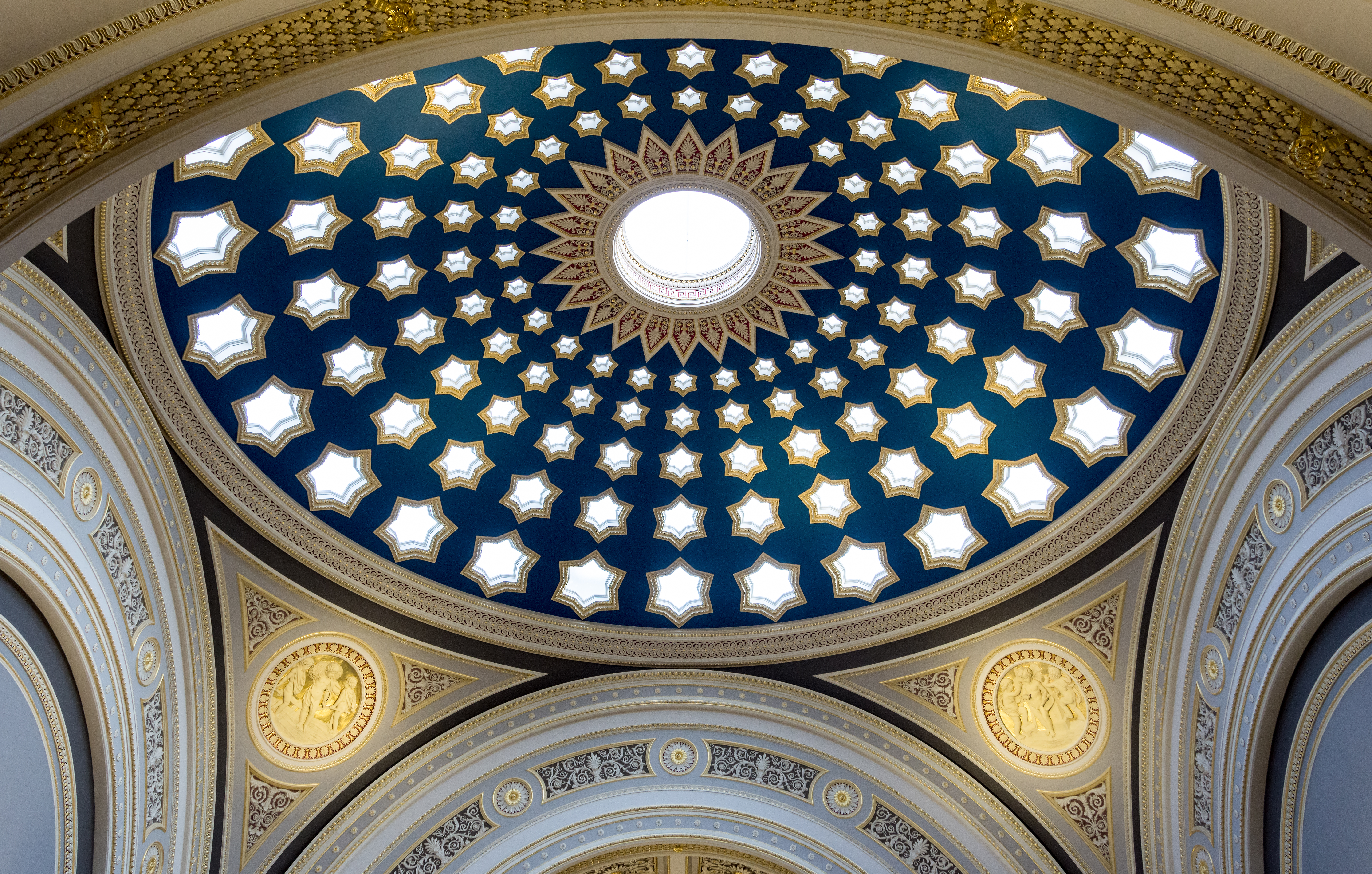
سقف القاعة المصرفية

### الأوراق التذكارية
أصدر البنك الملكي الاسكتلندي أول ورقة نقدية تذكارية خاصة في بريطانيا في عام 1992. أصدرت ورقة 1 جنيه إسترليني تذكارية بمناسبة قمة المجلس الأوروبي التي عقدت في إدنبرة في 8 ديسمبر 1992. ومنذ ذلك الحين أصدر البنك الملكي عددًا من الأوراق النقدية التذكارية للاحتفال بالأحداث الوطنية الكبرى أو المناسبات السنوية.
| تاريخ الإصدار | الذكرى                                   | اللون  | التصميم | معلومات إضافية                                          |
| ------------- | ---------------------------------------- | ------ | --- | ------------------------------------------------------- |
| 1992          | القمة الأوروبية                          | أخضر   | قصر هوليرود وعلم الاتحاد الأوروبي | أول ورقة نقدية تذكارية في أوروبا                        |
| 1994          | الذكرى المئوية لوفاة روبرت لويس ستيفنسون | أخضر   | روبرت لويس ستيفنسون؛ صور من حياته وعمله، ومقر إقامة ستيفنسون في إدنبرة وساموا                                                                   |                                                         |
| 1997          | الذكرى الـ 150 لميلادألكسندر غراهام بل   | بنفسجي | ألكسندر جراهام بيل واختراعات والده | أول ورقة نقدية في الاتحاد الأوروبي تحتوي على تصوير مجسم |
| 1999          | افتتاح البرلمان الإسكتلندي               | بنفسجي | General Assembly Hall of the Church of Scotland (المقر المؤقت للبرلمان)؛ التصميم الجددي لمبنى البرلمان الاسكتلندي لإينريك ميراليس (لم يبنى بعد) |                                                         |

## روابط خارجية
- The Committee of Scottish Bankers website